# De Vergulde Wagen
De Vergulde Wagen was een restaurant in Heemskerk, Nederland. Het had een Michelinster in de periode 1995-1997. Het restaurant sloot in februari 2011, toen de eigenaren met pensioen gingen na het restaurant veertig jaar geleid te hebben.
Chef-kok was Tineke Nieuwenhuizen.